# Additiv fremstilling
Additiv fremstilling er en fremstillingsmetode som tilføjer materiale til et objekt og derved laver et produkt. Et eksempel på dette er FDM-printning.